# Prise d'otages de Kizliar-Pervomaïskoïe
La prise d'otages de Kizliar-Pervomaïskoïe, également connue en Russie sous le nom d'attentat terroriste de Kizliar (russe : Теракт в Кизляре), est un événement qui s'est produit en janvier 1996 pendant la première guerre tchétchène. Ce qui commence comme un raid des forces séparatistes tchétchènes dirigées par Salman Radouïev contre une base aérienne militaire fédérale près de Kizliar, au Daghestan, devient une prise d'otages impliquant des milliers de civils, dont la plupart seront rapidement libérés. Elle aboutit à une bataille entre les Tchétchènes et les forces spéciales russes dans le village de Pervomaïskoïe, qui est détruit par des tirs d'artillerie russes. Bien que les Tchétchènes parviennent à s'échapper du siège avec certains de leurs otages, au moins 26 otages et plus de 200 combattants des deux côtés meurent à la suite de l'affrontement. Un tiers des maisons du village ont été détruites.